# Ctenocladaceae
Ctenocladaceae, porodica zelenih alga, dio je reda Ulvales. Sastoji se od 3 roda s ukupno pet priznatih vrsta

## Rodovi
1. Ctenocladus Borzì
2. Pseudopleurococcus J.W.Snow
3. Spongioplastidium Vischer